# Angraecum oblongifolium
Angraecum oblongifolium är en orkidéart som beskrevs av Toill.-gen. och Jean Marie Bosser. Angraecum oblongifolium ingår i släktet Angraecum och familjen orkidéer. Inga underarter finns listade i Catalogue of Life.